# 卵叶牡丹
卵叶牡丹（学名：Paeonia qiui），一种分布于中国湖北、河南及陕西等地的落叶灌木，属于芍药科芍药属牡丹组革质花盘亚组，被列为中国国家一级重点保护野生植物。本种的模式产地为湖北神农架。

## 形态特征
卵叶牡丹高60-80厘米，枝皮褐灰色，有纵纹，具根出条。二回三出复叶，长20-31厘米，宽13-22厘米，叶柄长8.5-15.5厘米；小叶9枚，多为卵形或卵圆形，长6.5-8.2厘米，先端钝尖，基部圆形，多全缘，上面多为紫红色，下面浅绿色，仅顶生小叶有时2浅裂或具齿。花单生枝顶，径8-12厘米；花瓣5-9，粉或粉红色，长3.5-5.5厘米，宽2-3.1厘米，平展；雄蕊80-120，花丝粉或粉红色，花药黄色；花柱极短；柱头扁平，反卷成耳状，多紫红色，旋转程度90°-360°，旋转方向顺时针和逆时针各半；花盘暗紫红色，革质，全包心皮；心皮5，密被白或浅黄色柔毛;朞荚果5，纺锤形，长1.4-1.8厘米，密被金黄色硬毛。种子卵圆形，长0.6-0.8厘米，黑色而有光泽。花期4月下旬至5月上旬；果期7－8月。